# فرانسيسكو لو سيلسو
فرانسيسكو لو سيلسو (بالإسبانية: Francesco Lo Celso)‏ هو لاعب كرة قدم أرجنتيني في مركز الوسط، ولد في 5 مارس 2000 في روساريو في الأرجنتين. لعب مع روزاريو سنترال.

## وصلات خارجية
- فرانسيسكو لو سيلسو على موقع قاعدة بيانات كرة القدم.إي يو (الإنجليزية)
- فرانسيسكو لو سيلسو على موقع Soccerway.com (الإنجليزية)